# Maria Boissevain
Maria (Mia) Boissevain (Amsterdam, 8 de febrer del 1878–Londres, 8 de març del 1959) fou una malacòloga i feminista neerlandesa.

## Biografia
Era la més menuda de nou germans. El seu pare era un armador d'una família rica de comerciants hugonots i sa mare era filla d'un advocat.
Estudià en una escola secundària per a xiquetes. Després de graduar-se, assistí a una conferència sobre botànica impartida per Hugo de Vries, que li despertà l'interés pel tema. El 1896, començà a estudiar ciències naturals en la Universitat d'Amsterdam i s'hi especialitzà en zoologia. Després de llicenciar-se'n, se n'anà a Zúric per a continuar investigant sobre les espècies de <i>Dentalium</i> i, als 25 anys, va obtenir el títol de doctora. De retorn als Països Baixos, fou conservadora d'Artis, un zoològic i associació holandesa de zoologia. Romandrà activa com a investigadora fins al 1915, tot i que mai va perdre l'interés per la zoologia. Quatre tàxons de mol·luscos porten el seu nom: les espècies Cadulus boissevaini, Antalis boissevainae, Fustiaria Mariae i el gènere Boissevainia.

## Drets de les dones

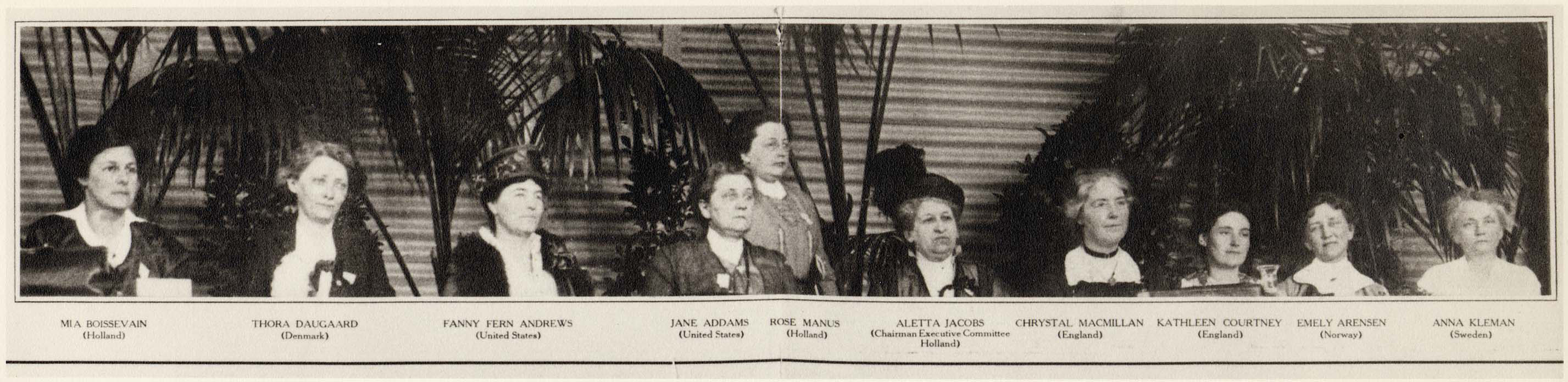
Congrés Internacional de Dones a la Haia el 1915: Mia Boissevain, Thora Daugaard, Fanny Fern Andrews, Jane Addams, Rosa Manus, Aletta Jacobs, Chrystal Macmillan, Kathleen Courtney, Emely Arensen i Anna Kleman

Durant la seua estada a Zúric, coincidí amb estudiants internacionals interessats en els drets de les dones. De tornada als Països Baixos, va visitar a Aletta Jacobs per a parlar sobre els drets de les dones holandeses. El 1908, Jacobs li va demanar a Boissevain que col·laboràs en la preparació del tercer Congrés Internacional de Dones d'Amsterdam. Allí va conéixer altres destacades feministes i s'implicà més en el moviment feminista. Juntament amb Rosa Manus, amb qui havia anat a escola, fundaren una comissió de propaganda dins del Vereeniging voor Vrouwenkiesrecht i la va presidir fins al 1912. Aquest mateix any, Manus i ella van proposar una exposició sobre les circumstàncies de les dones entre 1813 i 1913, inspirada en les exposicions realitzades amb motiu del centenari de la independència dels francesos. Va escriure el catàleg de l'exposició De Vrouw 1813–1913. Durant la Primera Guerra Mundial, ajudà les famílies dels soldats mobilitzats i els refugiats flamencs. El 1915, fou una de les organitzadores del Congrés Internacional de Dones a la Haia. Va escriure un llibre autobiogràfic, Een Amsterdamsche familie, publicat al 1967.
Després del 1915, es va traslladar a Gran Bretanya i adoptà dues xiquetes angleses. Va viure a Suïssa amb les dues filles entre el 1925 i el 1928. Després tornà als Països Baixos i va viure a Londres des del 1930 fins a la seua mort, el 1959. Està soterrada a Amsterdam.